# (416151) 2002 RQ25
2002 أر كيو 25 (ويعرف أيضًا باسم (416151) 2002 أر كيو 25 وفق تسمية الكوكب الصغير) (بالإنجليزية: 2002 RQ25)‏ هو كويكب ضمن حزام الكويكبات؛ وترتيبه 416151 من حيث الاكتشاف.
اكتُشف هذا الجُرم الفلكي بواسطة ماسح الأجرام القريبة من الأرض كامبو إمبريتر في 3 سبتمبر 2002.

## وصلات خارجية
- (416151) 2002 RQ25 في قاعدة بيانات مختبر الدفع النفاث لأجرام النظام الشمسي الصغيرة

- الاكتشاف · مخطط المدار ·  العناصر المدارية · المعلمات المادية

- (416151) 2002 RQ25 على موقع ويكي سكاي: DSS2, SDSS, GALEX, IRAS, Hydrogen α, X-Ray, Astrophoto, Sky Map, Articles and images